# بهشت و دوزخ
بهشت و دوزخ (به ژاپنی: 天国と地獄) که در زبان انگلیسی با نام بالا و پایین (به انگلیسی: High and Low) شناخته می‌شود، یک فیلم جنایی در ژانر پلیسی محصول سال ۱۹۶۳ سینمای ژاپن به کارگردانی و تدوین آکیرا کوروساوا است. این اثر توسط کوروساوا، هیدئو اوگونی، ایجیرو هیسایتا و ریوزو کیکوشیما به عنوان اقتباسی آزاد از رمان باج پادشاه در سال ۱۹۵۹ نوشته ایوان هانتر نوشته شده است. با بازی توشیرو میفونه، تاتسویا ناکادای، کیوکو کاگاوا، تاتسویا میهاشی، یوتاکا سادا یوتاکا سادا، و تسوتومو کامازاکی، داستان تاجر ژاپنی کینگو گوندو (میفونه) را روایت می‌کند که برای کنترل شرکت بزرگ کفش که در آن عضو هیئت مدیره است، مبارزه می‌کند. زمانی که آدم ربایان به رهبری گینجیرو تاکوچی (کامازاکی) به اشتباه پسر راننده‌اش را می‌ربایند تا باج ۳۰ میلیون ینی به او بدهند، او قصد دارد با پس انداز زندگی‌اش، شرکت را با اهرم خرید بخرد.
‌تولید در سال ۱۹۶۲ در استودیو توهو آغاز شد. فیلمبرداری بیشتر در لوکیشن در یوکوهاما و سر صحنه فیلمبرداری در توهو، از ۲ سپتامبر تا ۳۰ ژانویه ۱۹۶۳ به طول انجامید. این فیلم به عنوان تجسم معجزه اقتصادی ژاپن پس از جنگ جهانی دوم قبل از بازی‌های المپیک تابستانی ۱۹۶۴ در توکیو، به ویژه در استفاده برجسته از قطار سریع السیر کوداما در نظر گرفته شده‌است. رویکرد پیچیده فیلم به مسائل طبقه اجتماعی و ساختار روایی به‌عنوان دستاوردهای اقتباسی قابل توجهی تحلیل شده است. پس از تولید کمی کمتر از یک ماه طول کشید و پس از نمایش تست‌های مثبت در اواسط فوریه ۱۹۶۳، توزیع گسترده‌ای دریافت کرد.
این فیلم که در ۱ مارس ۱۹۶۳ در ژاپن منتشر شد، بازخوردهای کلی مثبتی را در داخل و خارج دریافت کرد. با بودجه ۲۳۰ میلیون ین، این بزرگترین بودجه‌ای بود که کوروساوا با آن کار کرده بود و در آن سال به پرفروش‌ترین فیلم باکس آفیس داخلی ژاپن تبدیل شد. این فیلم نامزد دریافت شیر طلایی در جشنواره فیلم ونیز و بهترین فیلم خارجی در جوایز گلدن گلوب در سال ۱۹۶۴ شد. این فیلم از آن زمان با استقبال بیشتری روبرو شد و برخی آن را برابر با فیلم‌های کوروساوا راشومون (۱۹۵۰) و هفت سامورایی (۱۹۵۴) می‌دانند. این به عنوان تأثیرگذار بر رویه‌های پلیس تلقی می‌شود و چندین بار در سطح بین المللی بازسازی شده است. آخرین بازسازی از این فیلم نسخه آمریکایی با بازی دنزل واشینگتن بنام بهشت و دوزخ (فیلم ۲۰۲۵) می‌باشد.

## خلاصه داستان
کینگو گوندو (توشیرو میفونه) سهامدار یک کارخانه تولید کفش است که با دیگر شرکای خود در کارخانه اختلاف دارد. گوندو پس از یک جلسه مشاجره‌آمیز با شرکای خود تلفنی از فردی ناشناس دریافت می‌کند که به او می‌گوید پسرش را دزدیده و برای آزاد کردنش تقاضای ۳۰ میلیون ین پول می‌کند. گوندو در ابتدا حاضر است با کمال میل پول را پرداخت کند، اما ناگهان متوجه می‌شود که آدم‌ربا دچار اشتباه شده و به جای پسر او پسر راننده‌اش را دزدیده‌است. حالا گوندو در یک دوراهی اخلاقی قرار گرفته‌است…